# Mount Flett
Mount Flett ist ein Berg im ostantarktischen Enderbyland. Er ragt zwischen Mount Marriner und Mount Underwood im zentralen Teil der Nye Mountains auf.
Kartiert wurde er mittels Luftaufnahmen, die 1956 im Zuge der Australian National Antarctic Research Expeditions entstanden. Das Antarctic Names Committee of Australia (ANCA) benannte ihn nach Alynn Stuart Flett, Funker auf der Wilkes-Station im Jahr 1959.